# Ibis Styles
Ibis Styles anteriormente conhecido como All Seasons, é uma rede internacional único de serviços de hotéis econômicos de propriedade AccorHotels. Cada hotel ibis Styles tem padrões de design diferentes e cada um oferece decoração baseada em temas.

## História
Em 2012, a rede de Hotéis All Seasons foi re-nomeada para ibis Styles. Existem mais de  141 ibis Styles locais em toda a Europa, Ásia-Pacífico, América latina, Caribe, África e Oriente Médio.

## Comodidades
ibis Styles hotéis oferecem artigos de alimentos e bebidas como na ibis Kitchen, serviço de chá e café, e acesso à internet.